# Distretto di Sunampe
Il distretto di Sunampe è uno degli undici distretti della provincia di Chincha, in Perù. Si trova nella regione di Ica e si estende su una superficie di 16,76 chilometri quadrati.